# Семанова, Мария Леонтьевна
Мария Леонтьевна Семанова (14 (27) июня 1908, Омск — 14 июня 1995, Москва) — советский и российский литературовед, доктор филологических наук, профессор кафедры ЛГПИ имени А. И. Герцена, специалист по истории русской литературы.

## Биография
Мария Леонтьевна Семанова родилась 14 (27) июня 1908 года в Омске. Поступила в Иркутский университет на литературное отделение педагогического факультета. По окончании ВУЗа в 1930 году она вышла замуж и переехала в Ленинград. Здесь она поступила в аспирантуру в Ленинградском государственном педагогическом университете имени А. И. Герцена (научный руководитель В. А. Десницкий) и в 1941 году, незадолго до войны, защитила диссертацию о поездке Чехова на Сахалин. Отправилась в эвакуацию в г. Кыштым Челябинской области. Вернувшись в Ленинград в 1944 году, Семанова преподает на кафедре русской литературы ЛГПИ им. А. И. Герцена. В 1968 году ей была защищена докторская диссертация «В. А. Слепцов — художник и публицист». Она проработала в ЛГПИ им. А. И. Герцена до 1976 года.
Последние 10 лет жизни проживала в Москве. Скончалась после долгой болезни 14 июня 1995 года.

## Научная деятельность
Одним из важнейших результатов научной работы М. Л. Семановой является её докторская диссертация «В. А. Слепцов — художник и публицист». Основой для её написания стали обнаружение и публикация документов, посвященных этому писателю, из Секретного архива Третьего отделения. В 1963 году эти материалы были введены в научный оборот. Помимо В. А. Слепцова в сферу научных интересов Семановой входили и другие писатели либерального направления — Н. В. Успенский, Н. Г. Помяловский, А. И. Левитов, Ф. М. Решетников. Отдельные работы посвящены творчеству И. С. Тургенева и Н. В. Гоголя.
Ещё одним важным объектом научных изысканий Семановой стало наследие А. П. Чехова. Чехову была посвящена кандидатская диссертация, впоследствии была написаны работы, посвященные преподаванию Чехова в школе, анализировалась пьеса «Вишневый сад» и повесть «Дуэль», рассматривалось развитие чеховского наследия в советской литературе, а в 1984 году было подготовлено научное издание «Острова Сахалина» А. П. Чехова.

## Основные работы
- Чехов в школе. М.: Просвещение, 1954. Изд. 2-е, перераб. и доп. 282 с.
- Тургенев и Чехов // Ученые записки ЛГПИ им. А. И. Герцена.1957. Т. 134.
- Чехов и Глеб Успенский, [ч. 1] // Ученые записки ЛГПИ им. А. И. Герцена. 1959. Т. 215.
- Чехов и Глеб Успенский, [ч. 2] // А. П. Чехов. Ростов н/Д., 1959.
- «Вишневый сад» А. П. Чехова. Л., 1958.
- Творчество В. А. Слепцова // Проза писателей-демократов шестидесятых годов XIX в. М., 1962.
- В. Слепцов. Неизвестные страницы // Лит. наследство. Т. 71. М., 1963.
- Чехов и советская литература. 1917—1935. М.-Л.: Советский писатель: Ленингр. отд‐ние, 1966. 311 с.
- Чехов и советская литература. 1917—1935, М.-Л., 1966.
- Общался ли Чехов на Сахалине с политическими ссыльными // Русская литература. 1972.№ 1.С. 146—157.
- О безымянных лицах в сахалинских очерках Чехова // Чеховские чтения: Таганрог-1972. Ростов н/Д, 1974. С. 20-35.
- Чехов‐художник. М.: Просвещение, 1976. 224 с.
- Творческая история произведения русских писателей. М.: Просвещение, 1990. 192 с.
- Семанова М. Л. «Мое святая святых <…> абсолютнейшая свобода»: (книга о Сахалине в контексте творчества А. П. Чехова) // О поэтике А. П. Чехова: сб. науч. тр. / Под ред. А. С. Собенникова. Иркутск: изд‐во Иркут. ун‐та, 1993. С. 66-88.
- Чехов А. П. Остров Сахалин / авт. вступ. ст. и примеч. М. Л. Семанова. М.: Советская Россия, 1984. 366 с.